# Fontenay-le-Pesnel
Fontenay-le-Pesnel – miejscowość i gmina we Francji, w regionie Normandia, w departamencie Calvados.
Według danych na rok 1990 gminę zamieszkiwały 902 osoby, a gęstość zaludnienia wynosiła 90 osób/km² (wśród 1815 gmin Dolnej Normandii Fontenay-le-Pesnel plasuje się na 250. miejscu pod względem liczby ludności, natomiast pod względem powierzchni na miejscu 507.).